# Suddivisioni di Trinidad e Tobago

Suddivisioni di Trinidad e Tobago

Le suddivisioni di Trinidad e Tobago si distinguono tra:
- 10 regioni, di cui una consistente nella Regione Autonoma di Tobago, dall'omonima isola;
- 5 municipalità, insistenti nell'isola di Trinidad.

## Lista
| Suddivisione                       | Superficie (km²) | Popolazione | Densità (ab./km²) | Principali centri abitati                                         |
| ---------------------------------- | ---------------- | ----------- | ----------------- | ----------------------------------------------------------------- |
| Regione di Couva-Tabaquite-Talparo | 719,64           | 162.779     | 230               | Claxton Bay, Couva, Point Lisas, Saint Mary's, Tabaquite, Talparo |
| Regione di Diego Martin            | 127,53           | 105.720     | 830               | Carenage, Diego Martin, Maraval, Westmoorings                     |
| Regione di Penal-Debe              | 246,91           | 83.609      | 340               | Penal, Debe                                                       |
| Regione di Princes Town            | 621,35           | 91.947      | 150               | Moruga, Princes Town                                              |
| Regione di Rio Claro-Mayaro        | 852,81           | 33.480      | 40                | Mayaro, Rio Claro, Guayaguayare                                   |
| Regione di San Juan-Laventille     | 220,39           | 157.295     | 710               | Barataria, Laventille, Morvant, St. Joseph, San Juan              |
| Regione di Sangre Grande           | 898,94           | 64.343      | 70                | Guaico, Sangre Grande, Toco, Valencia                             |
| Regione di Siparia                 | 510,48           | 81.917      | 160               | Cedros, Fyzabad, La Brea, Santa Flora, Siparia                    |
| Regione Autonoma di Tobago         | 303,00           | 54.084      | 179               | Scarborough, Roxborough                                           |
| Regione di Tunapuna-Piarco         | 527,23           | 203.975     | 370               | Arouca, Curepe, Piarco, Saint Augustine, Trincity, Tunapuna       |
| Port of Spain                      | 13,45            | 49.031      | 3.650             | -                                                                 |
| San Fernando                       | 18,64            | 55.419      | 2.970             | -                                                                 |
| Chaguanas                          | 59,65            | 67.433      | 1.130             | -                                                                 |
| Arima                              | 11,15            | 32.278      | 2.890             | -                                                                 |
| Point Fortin                       | 23,88            | 19.056      | 800               | -                                                                 |

## Suddivisioni di secondo livello

### Contee di Trinidad

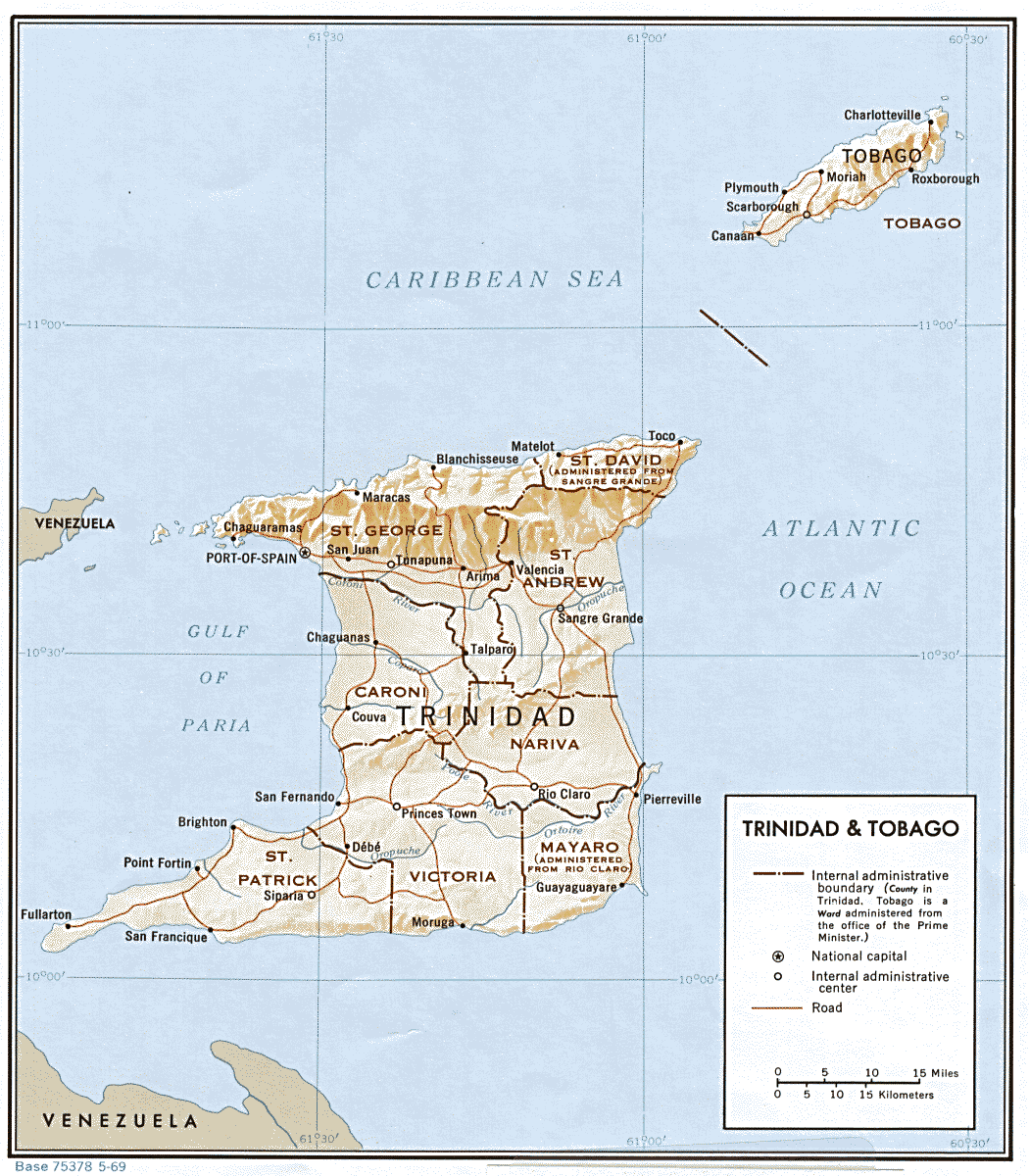
Mappa dei vecchi territori di Trindad

Fino alla riforma amministrativa degli anni '90, l'isola di Trinidad era divisa in 8 counties (territori), i quali erano divisi in wards. Tobago è stato amministrato per un periodo come ward del County Saint David.
Gli 8 counties erano:
- Caroni County
- Mayaro County
- Nariva County
- Saint Andrew County
- Saint David County
- Saint George County
- Saint Patrick County
- Victoria County

### Parrocchie di Tobago
La Regione Autonoma di Tobago è governata localmente dalla Tobago House of Assembly.
Storicamente Tobago era divisa in 7 parrocchie (Saint Andrew, Saint David, Saint George, Saint John, Saint Mary, Saint Patrick e Saint Paul). Nel 1768 ogni parrocchia nominava dei rappresentanti alla Tobago House of Assembly. Il 20 ottobre 1889 la Corona britannica ordinò che Tobago divenisse un ward di Trinidad, ponendo così fine al governo locale dell'isola e creando una colonia unica. Nel 1945, quando venne riorganizzato il sistema amministrativo, Tobago era amministrata come un territorio a sé stante. Nel 1980 si decise di reintrodurre il governo locale nell'isola. Sotto questo nuovo sistema, attualmente Tobago è divisa in 12 distretti elettorali, ognuno dei quali elegge un rappresentante all'assemblea locale.
Col censimento del 2011 vennero reintrodotte le parrocchie come livello amministrativo di primo livello. L'isola risulta così suddivisa in 7 parrocchie:
- Parrocchia di Saint George
- Parrocchia di Saint Mary
- Parrocchia di Saint Andrew
- Parrocchia di Saint Patrick
- Parrocchia di Saint David
- Parrocchia di Saint Paul
- Parrocchia di Saint John